# ヌクオロ語
ヌクオロ語（ヌクオロご）は、オーストロネシア語族ポリネシア諸語に属する言語である。ミクロネシア連邦ポンペイ州に属するカロリン諸島のヌクオロ環礁とポンペイ島で話されている。